# Harpalus actiosus
Harpalus actiosus är en skalbaggsart som beskrevs av Thomas Casey. Harpalus actiosus ingår i släktet Harpalus och familjen jordlöpare. Inga underarter finns listade i Catalogue of Life.